# Глибокий сон (роман)
«Глибокий сон» (англ. The Big Sleep; 1939) — роман американського письменника Реймонда Чендлера. Перший роман про приватного детектива Філіпа Марлоу. Класика «крутого детективу».

## Сюжет
Дія відбувається в Лос-Анджелесі. Приватного детектива Філіпа Марлоу наймає генерал Стернвуд. Стернвуд — старий вдівець, живе з двома молодими дочками: розпусною наркоманкою Кармен і гравцем Вівіан, колишньою дружиною гангстера Рості Рігані. Стернвуд просить детектива розібратися з шантажистом Артуром Гейгером, що має компромат на Кармен.

## Екранізації
Роман був екранізований двічі. Першу екранізацію зняв Говард Хоукс у 1946 році (у головній ролі — Хамфрі Богарт). Другу — Майкл Віннер у 1978 році (у головній ролі — Роберт Мітчем). Крім того, сюжет роману було взято за основу для фільму братів Коен «Великий Лебовський» (1998).